# زبان‌های سوربی
زبان‌های سوربی زیرمجموعه‌ای از زبان‌های اسلاوی غربی هندواروپایی هستند. گویشگران این زبان‌ها مردم سوربی در ناحیه تاریخی لوزاتیا در شرق آلمان هستند. این زبان‌ها در گذر زمان به زبان وندیش و زبان لوزاتیایی نیز شناخته می‌شوند. زبان‌های سوربی به زبان کاشوبی، زبان لهستانی، زبان اسلواکی و زبان چکی نزدیک هستند.

## زیر مجموعه‌های ادبی
- زبان سوربی بالایی
- زبان سوربی پایینی